# Lijst van ministeries van de Verenigde Staten
De ministeries ofwel departementen van de federale overheid van de Verenigde Staten van Amerika vormen een deel van de uitvoerende macht van de VS, de basis van trias politica.

## Ministeries
Alle ministeries zijn met hun huidige naam weergegeven.
| Ministerie                                                                  | Jaar van toetreding | Volgorde van toetreding | Veranderingen sinds toetreding                                                   | Budget in miljarden dollars. | Medewerkers (2007) |
| --------------------------------------------------------------------------- | ------------------- | ----------------------- | -------------------------------------------------------------------------------- | ---------------------------- | ------------------ |
| State (Buitenlandse Zaken)                                                  | 1789                | 1                       | Voorheen Department of Foreign Affairs                                           | 9,96                         | 30.266             |
| Treasury (Financiën)                                                        | 1789                | 2                       |                                                                                  | 11,10                        | 115.897            |
| Defense (Defensie)                                                          | 1947                | 3                       | Voorheen National Military Establishment                                         | 439,30                       | 3.000.000          |
| Justice (Justitie)                                                          | 1870                | 4                       | De positie Attorney General bestaat al sinds 1789, het ministerie pas sinds 1870 | 23,40                        | 112.557            |
| Interior (Binnenlandse zaken)                                               | 1849                | 5                       |                                                                                  | 10,70                        | 71.436             |
| Agriculture (Landbouw)                                                      | 1889                | 6                       |                                                                                  | 77,60                        | 109.832            |
| Commerce (Economische Zaken)                                                | 1903                | 7                       | Voorheen Commerce and Labor                                                      | 6,20                         | 36.000             |
| Labor (Arbeid)                                                              | 1913                | 8                       |                                                                                  | 59,70                        | 17.347             |
| Health and Human Services (Volksgezondheid en Sociale Zaken)                | 1953                | 9                       | Voorheen Health, Education, and Welfare                                          | 543,20                       | 67.000             |
| Housing and Urban Development (Volkshuisvesting en Stedelijke Ontwikkeling) | 1965                | 10                      |                                                                                  | 46,20                        | 10.600             |
| Transportation (Transport)                                                  | 1966                | 11                      |                                                                                  | 58,00                        | 58.622             |
| Energy (Energie)                                                            | 1977                | 12                      |                                                                                  | 21,50                        | 116.100            |
| Education (Onderwijs)                                                       | 1979                | 13                      |                                                                                  | 62,80                        | 4.487              |
| Veterans Affairs (Veteranenzaken)                                           | 1989                | 14                      |                                                                                  | 73,20                        | 235.000            |
| Homeland Security (Binnenlandse veiligheid)                                 | 2002                | 15                      |                                                                                  | 44,6                         | 208.000            |
| Totaal (2007):                                                              | Totaal (2007):      | Totaal (2007):          |                                                                                  | 1.523,42                     | 4.193.144          |

## Voormalige ministeries
| Ministerie                     | Periode   | Opmerkingen                                                                               |
| ------------------------------ | --------- | ----------------------------------------------------------------------------------------- |
| War (Oorlog)                   | 1789-1947 | Ingevoegd in het Department of Defense, daarvoor nog omgedoopt in Department of the Army. |
| Post Office                    | 1792-1971 | Gereorganiseerd als semionafhankelijke instantie, United States Postal Service            |
| Navy (Marine)                  | 1798-1947 | Ingevoegd in het Department of Defense.                                                   |
| Commerce and Labor             | 1903-1913 | Gesplitst in Department of Commerce en Department of Labor                                |
| Health, Education, and Welfare | 1953-1979 | Gesplitst in Department of Health and Human Services en Department of Education           |